# Francesco Rocco
Francesco Rocco (1629 – 1706) è stato un giurista italiano.

Responsorum legalium, 1655 (Fondazione Mansutti, Milano).

Fu avvocato e magistrato della Vicaria, poi regio consigliere e infine presidente del tribunale di Foggia, noto come giurista esperto nelle cause mercantili. La sua opera più celebre è Responsorum legalium cum decisionibus centuria prima ac secunda, pubblicata in due tomi, ognuno contenente oltre cento responsa in materia di diritto privato, marittimo e commerciale. Lungo il testo l'autore esamina i testi romani e i commentatori, con particolare riferimento agli autori giuridici del XVI secolo in Italia e in Spagna, oltre che alle decisioni della Rota di Genova e di Ancona. L'opera riporta consigli sia teorici sia pratici, approfondendo i temi del commercio. La prima edizione fu stampata a Napoli nel 1655; seguirono ristampe nel 1702 e una traduzione olandese nel 1708 e nel 1737. È nota anche un'edizione in lingua inglese del 1809, stampata a Philadelphia.